# 聖福若瑟
聖福若瑟（德語：St. Josef Freinademetz, S.V.D.，原名可譯作約瑟夫·弗賴納德梅茲，1852年4月15日—1908年1月28日），天主教圣言会中国传教士，被教廷列为天主教圣人。

## 生平
1852年，福若瑟生于奥地利帝国蒂罗尔伯国（Oies，今属意大利的南蒂罗尔德语区）的巴迪亞，父母为虔诚的天主教徒，有兄弟姐妹9人。他自幼即矢志修道，1875年晋铎，在故乡巴地亚任副本堂神父。1878年，他遇见圣言会创办人杨生（Arnold Janssen，二人已于2003年10月5日同日被册封为圣人），在荷兰的斯泰尔加入了这个成立不久的传教修会，1879年，他与德国籍安治泰（Johann Baptist von Anzer，1851-1903）神父作为圣言会首批传教士，前往中国传教。他们先在香港学习中文，在西贡鹽田仔服务，与米兰外方传教会的神父一起从事传教工作。鹽田仔至今仍保有福若瑟當年在島上居住時的房子的殘餘。
1880年，安治泰先去了山东；1881年，聖福若瑟也正式前往山东南部阳谷县坡里庄，山东南部是教廷新划给圣言会负责的传教区。他在鲁南教区传教27年，直到死去。福若瑟神父来到山东后，不辞辛苦，克尽职守，穿中式的长袍马褂，留着辫子，吃中国乡下人简单的食物，靠双腿步行，在27年内，走遍面积7万多平方公里，人口接近一千万的鲁南教区，热切的到处讲道、探访，施行圣事，终于使鲁南教区从阳谷县坡里庄只有158人的小团体扩展到20万人，被称为「鲁南传教区之父」。
福神父说：“爱是教外人所懂得的唯一外国语言”。他在家信中写道：“我愿在天堂仍是中国人，我愿为中国人死一千次，我没有其它的心愿，只希望我的尸骨埋在中国同胞中间。”韩宁镐主教说：“爱是福神父成功的秘诀，爱产生爱。”
福若瑟神父为人极其谦卑，只愿忠诚履行职责，而远离外在的一切称赞。
1908年1月28日，56岁的福若瑟神父因服侍伤寒病者受到感染，在济宁城北的戴庄聖言會會院逝世，葬於那里的聖言會墓园。

## 列入聖品
1975年，福若瑟神父同聖言會会祖杨生神父被教宗保禄六世列入真福品。2003年10月5日，教宗若望保禄二世宣布福若瑟为聖人。